# 1747
Il 1747 (MDCCXLVII in numeri romani) è un anno  del XVIII secolo.

## Eventi
- 2 luglio – Battaglia di Lauffeldt: Nell'ambito della guerra di successione austriaca, le truppe francesi sconfiggono i rivali della coalizione Prammatica.
- 19 luglio – Battaglia dell'Assietta: Nel corso della guerra di successione austriaca, i sardo-piemontesi al comando del marchese di Bricherasio sconfiggono duramente i francesi guidati dal conte di Bellisle.
- Viene scoperta la Nebulosa Laguna (M8) da Le Gentil.
- Viene rigirata la scala celsius che prima dava il punto di ebollizione a 0 °C e il congelamento a 100 °C.

## Nati

### Gennaio
- 3 gennaio - Pietro Arborio Gattinara, vescovo cattolico italiano († 1809)
- 3 gennaio - Vittorio Amedeo Giuseppe Seyssel marchese d'Aix, generale italiano († 1819)
- 4 gennaio - Vivant Denon, scrittore, incisore e storico dell'arte francese († 1825)
- 10 gennaio - Abraham-Louis Breguet, orologiaio e inventore svizzero († 1823)
- 11 gennaio - Franz Georg von Keeß, giurista austriaco († 1799)
- 11 gennaio - François Alexandre Frédéric de La Rochefoucauld-Liancourt, politico, imprenditore e nobile francese († 1827)
- 15 gennaio - John Aikin, scrittore inglese († 1822)
- 17 gennaio - Markus Herz, medico e filosofo tedesco († 1803)
- 18 gennaio - Michele Di Pietro, cardinale italiano († 1821)
- 19 gennaio - Johann Elert Bode, astronomo tedesco († 1826)
- 22 gennaio - Timothy Dexter, mercante statunitense († 1806)
- 23 gennaio - Louis Thomas Villaret de Joyeuse, ammiraglio francese († 1812)
- 30 gennaio - Pedro de Alberni, politico, esploratore e generale spagnolo († 1802)

### Febbraio
- 1º febbraio - Serafino Morazzone, presbitero italiano († 1822)
- 5 febbraio - Bernardo Maria Aliprandi, compositore e violoncellista italiano († 1801)
- 10 febbraio - Emmanuel Crétet, politico francese († 1809)
- 10 febbraio - André Thouin, botanico e agronomo francese († 1824)
- 16 febbraio - Enrico XIII di Reuss-Greiz, principe († 1817)
- 23 febbraio - Otto Henrik Nordenskiöld, ammiraglio svedese († 1832)
- 25 febbraio - Giovanni Filippo Gallarati Scotti, cardinale e arcivescovo cattolico italiano († 1819)
- 28 febbraio - John Tyler, politico statunitense († 1813)

### Marzo
- 10 marzo - Iolo Morganwg, poeta e antiquario gallese († 1826)
- 15 marzo - Giacinto della Torre, arcivescovo cattolico italiano († 1814)
- 21 marzo - Francesco Maria Milesi, patriarca cattolico italiano († 1819)
- 25 marzo - Aleksandr Andreevič Bezborodko, politico, diplomatico e principe russo († 1799)
- 29 marzo - Johann Lorenz Blessig, teologo tedesco († 1816)
- 29 marzo - Johann Wilhelm Hässler, compositore, organista e pianista tedesco († 1822)
- 30 marzo - Carlo Andrea Pelagallo, cardinale e vescovo cattolico italiano († 1822)
- 31 marzo - Johann Abraham Peter Schultz, musicista e compositore tedesco († 1800)

### Aprile
- 1º aprile - Pietro di Cettigne,  montenegrino († 1830)
- 5 aprile - Francesco Amoretti, incisore italiano († 1817)
- 6 aprile - Jean Gaspard de Vence, ammiraglio francese († 1808)
- 13 aprile - Armand Louis de Gontaut-Biron, generale francese († 1793)
- 13 aprile - Luigi Filippo II di Borbone-Orléans, nobile († 1793)
- 15 aprile - Ludovico Ludovici, vescovo cattolico e militare italiano († 1819)
- 25 aprile - Vincenzo Berni degli Antoni, avvocato e scrittore italiano († 1828)

### Maggio
- 1º maggio - Filippo Comerio, pittore italiano († 1827)
- 5 maggio - Leopoldo II d'Asburgo-Lorena († 1792)
- 6 maggio - Giorgio I di Waldeck e Pyrmont, sovrano tedesco († 1813)
- 7 maggio - Giuseppe Battaglia, presbitero e filosofo italiano († 1839)
- 8 maggio - Suzanne Labrousse,  francese († 1821)
- 8 maggio - Robert Spencer, nobile e politico inglese († 1831)

### Giugno
- 1º giugno - Pietro Giovanni Boateri, storico italiano († 1807)
- 3 giugno - António Caetano do Amaral, storico portoghese († 1819)
- 12 giugno - Clément Gosselin, militare francese († 1816)
- 13 giugno - Filippo di Borbone-Spagna, principe italiano († 1777)
- 14 giugno - Anton von Zach, generale austriaco († 1826)
- 23 giugno - Giuseppe Maria Soli, architetto e pittore italiano († 1822)
- 23 giugno - Michele Troja, medico e oculista italiano († 1827)
- 24 giugno - John O'Keeffe, commediografo, cantante e librettista irlandese († 1833)
- 26 giugno - Leopold Koželuh, compositore, pianista e editore musicale ceco († 1818)
- 27 giugno - Heinrich Floris Schopenhauer,  polacco († 1805)

### Luglio
- 2 luglio - Rose Bertin, stilista francese († 1813)
- 6 luglio - John Paul Jones, corsaro e ammiraglio statunitense († 1792)
- 10 luglio - Guglielmina Carolina di Danimarca, principessa danese († 1820)
- 12 luglio - Cesare Baldinotti, filosofo italiano († 1821)
- 15 luglio - Teresa Margherita Redi, religiosa italiana († 1770)
- 17 luglio - Pierre-Antoine Antonelle, politico francese († 1817)
- 25 luglio - Roger Ducos, politico francese († 1816)
- 29 luglio - Faustino Arévalo, gesuita, latinista e filologo spagnolo († 1824)

### Agosto
- 5 agosto - Jan Křtitel Krumpholtz, compositore e arpista ceco († 1790)
- 6 agosto - Larive, attore teatrale francese († 1827)
- 10 agosto - Henry Fox-Strangways, II conte di Ilchester, nobile e politico inglese († 1802)
- 11 agosto - Francesco Antonio Baccari, presbitero e architetto italiano († 1835)
- 12 agosto - Domenico Cocoli, matematico e fisico italiano († 1812)
- 14 agosto - Aimar-Charles-Marie de Nicolaï, magistrato francese († 1794)
- 21 agosto - Franz Paula von Schrank, botanico e entomologo tedesco († 1835)
- 23 agosto - Pierre Marie Barthélemy Ferino, generale italiano († 1816)
- 26 agosto - Cosimo Moschettini, scienziato italiano († 1820)

### Settembre
- 6 settembre - Luigi Alessandro di Borbone, principe francese († 1768)
- 10 settembre - Niccolò Andria, medico e filosofo italiano († 1814)
- 11 settembre - Federico d'Assia-Kassel, nobile († 1837)
- 19 settembre - James Archibald Stuart, politico e ufficiale britannico († 1818)
- 29 settembre - Józef Wybicki, patriota, politico e poeta polacco († 1822)
- 30 settembre - Friedrich Justin Bertuch, editore e scrittore tedesco († 1822)

### Ottobre
- 4 ottobre - Nicola Popolizio, presbitero italiano († 1799)
- 8 ottobre - Jean-François Reubell, politico, diplomatico e avvocato francese († 1807)
- 9 ottobre - Francisco Antonio Javier de Gardoqui Arriquíbar, cardinale spagnolo († 1820)
- 13 ottobre - Ange-François Fariau, poeta e traduttore francese († 1810)
- 14 ottobre - Edmond Louis Alexis Dubois-Crancé, politico francese († 1814)
- 20 ottobre - François de Barthélemy, diplomatico e politico francese († 1830)
- 23 ottobre - Edward Alanson, chirurgo britannico († 1823)
- 26 ottobre - Giovanni Mane Giornovichi, violinista e compositore italiano († 1804)
- 30 ottobre - Andrea Doria Landi Pamphili, principe italiano († 1820)
- 30 ottobre - Luigi Serra di Cassano, IV duca di Cassano, nobile e politico italiano († 1825)
- 31 ottobre - Johann Karl Wezel, poeta e filosofo tedesco († 1819)

### Novembre
- 4 novembre - Domenico Antonio Fiorentini, pittore italiano († 1820)
- 8 novembre - Felice Caronni, archeologo, numismatico e incisore italiano († 1815)
- 23 novembre - Sigmund Zois, mineralogista e letterato italiano († 1819)
- 24 novembre - Felice Alessandri, compositore italiano († 1798)

### Dicembre
- 2 dicembre - Giuseppe Quaglio, pittore e scenografo italiano († 1828)
- 8 dicembre - Johann Christoph Andreas Mayer, anatomista tedesco († 1801)
- 8 dicembre - Clément Joseph Tissot, medico e fisioterapista francese († 1826)
- 11 dicembre - Dazincourt, attore teatrale francese († 1809)
- 13 dicembre - Giuseppe Caracciolo, VI principe di Torella, rivoluzionario e principe italiano († 1808)
- 13 dicembre - Giuseppe Maria Francesco Vigo, mercante italiano († 1836)
- 18 dicembre - Barthélemy Louis Joseph Schérer, generale francese († 1804)
- 19 dicembre - Noël Pinot, presbitero francese († 1794)
- 25 dicembre - Robert Cleveley, pittore e militare britannico († 1809)
- 26 dicembre - Stefano Arteaga, scrittore spagnolo († 1799)
- 26 dicembre - Charles Hamilton, ammiraglio scozzese († 1825)
- 27 dicembre - Richard Luke Concanen, religioso e vescovo cattolico irlandese († 1810)
- 30 dicembre - Reuben Burrow, matematico, saggista e orientalista inglese († 1792)
- 31 dicembre - Gottfried August Bürger, scrittore tedesco († 1794)

### Senza giorno specificato
- Franciszek Ksawery Lubomirski, generale polacco († 1819)
- Ion Oargă Cloșca, rivoluzionario rumeno († 1785)
- Maria Aurora Uggla, nobildonna svedese († 1826)
- Piccola Tartaruga,  nativo americano († 1812)
- Vincenzo Angiulli, matematico italiano († 1819)
- Giuseppe Bardi, presbitero italiano († 1828)
- Girolamo Bartolommei, politico italiano († 1818)
- György Bessenyei, scrittore e filosofo ungherese († 1811)
- Thomas Byerley, imprenditore britannico († 1810)
- Bartolomeo Calderara, funzionario italiano († 1806)
- Francesco Camporesi, architetto italiano († 1831)
- Francesco Carradori, scultore italiano († 1824)
- Joseph Chalier, rivoluzionario francese († 1793)
- D'Ewes Coke, filantropo e presbitero inglese († 1811)
- Daniel Delany, vescovo cattolico irlandese († 1814)
- Jean Duplessis-Bertaux, incisore e disegnatore francese († 1818)
- Vicente Emparán, generale spagnolo († 1842)
- Eugenio Espejo, filosofo, medico e scrittore ecuadoriano († 1795)
- Ivan Chandoškin, violinista e compositore russo († 1804)
- Giacomo Ferrari, pittore e architetto italiano († 1807)
- Francesco Fidanza, pittore italiano († 1819)
- Caterina Gattai Tomatis, ballerina italiana († 1792)
- William Lewin, naturalista e illustratore inglese († 1795)
- Benito Pérez Brito († 1813)
- Engelbertus Lucas, ammiraglio olandese († 1797)
- Girolamo Murari dalla Corte, letterato italiano († 1832)
- Uvedale Price, saggista inglese († 1829)
- Maximilian Friedrich Gustav Adolf Salvemini, teorico della musica olandese († 1814)
- Grigorij Ivanovič Šelichov, esploratore, navigatore e mercante russo († 1795)
- Daniel Shays, ufficiale e rivoluzionario statunitense († 1825)
- Kelesh Ahmed-Bey Shervashidze, principe († 1808)
- Shiba Kōkan, pittore e incisore giapponese († 1818)
- Michael Stapleton, architetto irlandese († 1801)
- Jan Stefani, compositore polacco († 1829)
- Andrew Robinson Stoney, ufficiale irlandese († 1810)
- François Tourte, archettaio francese († 1835)
- Gaspar de Vigodet, militare spagnolo († 1834)
- Benjamin Vulliamy, orologiaio britannico († 1811)
- Matteo Wade, militare irlandese († 1829)
- Heinrich Leopold Wagner, drammaturgo tedesco († 1779)
- Stephen Weston, antiquario, presbitero e letterato inglese († 1830)
- James Wood, politico e militare statunitense († 1813)
- Antonio Zacco, incisore e illustratore italiano († 1831)
- Juan José de Lezica, politico spagnolo († 1811)
- Keçiboynuzu İbrahim Hilmi Pascià, politico e militare ottomano († 1825)

## Morti

### Gennaio
- 2 gennaio - Jean-Féry Rebel, compositore e violinista francese (n. 1666)
- 16 gennaio - Francesco Maria Balbi, doge (n. 1671)
- 16 gennaio - Barthold Heinrich Brockes, poeta tedesco (n. 1680)
- 16 gennaio - Carlo Maria Marini, cardinale italiano (n. 1667)
- 18 gennaio - Michel Bégon, funzionario francese (n. 1667)
- 24 gennaio - Ercole Tomaso Roero, politico, militare e diplomatico italiano (n. 1661)
- 25 gennaio - Francesco de' Ficoroni, antiquario e archeologo italiano (n. 1664)
- 25 gennaio - Juan Antonio de Vizarrón y Eguiarreta, arcivescovo cattolico spagnolo (n. 1682)
- 26 gennaio - Willem van Mieris, pittore olandese (n. 1662)

### Febbraio
- 3 febbraio - Francesc Valls, compositore e teorico della musica spagnolo (n. 1665)
- 4 febbraio - Constanzo Beschi, gesuita, missionario e poeta italiano (n. 1680)
- 8 febbraio - Jérôme Phélypeaux, politico francese (n. 1674)
- 10 febbraio - Charles Bruce, IV conte di Elgin, nobile scozzese (n. 1682)
- 21 febbraio - Francesco Muttoni, architetto italiano (n. 1669)

### Marzo
- 2 marzo - Sofia Carlotta di Brandeburgo-Bayreuth, nobildonna tedesca (n. 1713)
- 6 marzo - Annibale Visconti, nobile e generale italiano (n. 1660)
- 7 marzo - Nicolas Mahudel, gesuita, archeologo e numismatico francese (n. 1673)
- 9 marzo - Jacob Campo Weyerman, pittore e scrittore olandese (n. 1677)
- 14 marzo - Johann Matthias von der Schulenburg, militare, mecenate e collezionista d'arte tedesco (n. 1661)
- 16 marzo - Cristiano Augusto di Anhalt-Zerbst, generale prussiano (n. 1690)
- 19 marzo - Caterina Opalińska, sovrana (n. 1680)
- 20 marzo - Troiano Acquaviva d'Aragona, cardinale e arcivescovo cattolico italiano (n. 1696)
- 21 marzo - Giuseppe Accoramboni, cardinale italiano (n. 1672)
- 21 marzo - Gabriele Gabrieli, architetto svizzero (n. 1671)
- 21 marzo - Vincenzo Petra, cardinale e arcivescovo cattolico italiano (n. 1662)
- 23 marzo - Claude Alexandre de Bonneval, militare francese (n. 1675)
- 25 marzo - Christoph Friedrich Ayrmann, storico tedesco (n. 1695)

### Aprile
- 2 aprile - Johann Jacob Dillenius, botanico tedesco (n. 1684)
- 5 aprile - Francesco Solimena, pittore e architetto italiano (n. 1657)
- 7 aprile - Leopoldo I di Anhalt-Dessau, principe tedesco (n. 1676)
- 9 aprile - Simon Fraser, XI Lord Lovat, nobile e militare scozzese
- 23 aprile - Henri-Osvald de La Tour d'Auvergne, cardinale e arcivescovo cattolico francese (n. 1671)
- 25 aprile - François Gigot de La Peyronie, medico francese (n. 1678)

### Maggio
- 1º maggio - Pier Maria Canevari, militare italiano (n. 1724)
- 6 maggio - Jacob-Sigisbert Adam, scultore francese (n. 1670)
- 18 maggio - Bernardino Zendrini, ingegnere italiano (n. 1679)
- 21 maggio - Giovanni Baratta, scultore e architetto italiano (n. 1670)
- 24 maggio - Ernst August Charbonnier, architetto del paesaggio tedesco (n. 1677)
- 26 maggio - Pere Sans Jordà, vescovo cattolico e santo spagnolo (n. 1680)
- 26 maggio - Robert Valentine, musicista e compositore inglese
- 28 maggio - Luc de Clapiers de Vauvenargues, scrittore e saggista francese (n. 1715)
- 31 maggio - Andrej Ivanovič Osterman, politico tedesco (n. 1686)

### Giugno
- 6 giugno - Jean-Baptiste Barrière, compositore francese (n. 1707)
- 12 giugno - Jakob Ernst von Liechtenstein-Kastelkorn, arcivescovo cattolico austriaco (n. 1690)
- 13 giugno - Henry Lee I, militare britannico (n. 1691)
- 17 giugno - Jacopo Linussio, imprenditore italiano (n. 1691)
- 17 giugno - Avdot'ja Ivanovna Rževskaja, nobildonna russa (n. 1693)
- 19 giugno - Alessandro Marcello, compositore italiano (n. 1673)
- 19 giugno - Nadir Shah,  persiano
- 26 giugno - José Carrillo de Albornoz, duca di Montemar, condottiero spagnolo (n. 1671)
- 29 giugno - Jakob Benzelius, religioso e teologo svedese (n. 1683)

### Luglio
- 6 luglio - Domenico Rosso, arcivescovo cattolico italiano (n. 1675)
- 9 luglio - Giovanni Bononcini, compositore e violoncellista italiano (n. 1670)
- 16 luglio - Giuseppe Maria Crespi, pittore italiano (n. 1665)
- 19 luglio - Louis Charles Armand Fouquet de Belle-Isle, generale francese (n. 1693)
- 20 luglio - Domenico Giorgi, presbitero e letterato italiano (n. 1690)
- 24 luglio - Kaspar Ignaz von Künigl, nobile e vescovo cattolico austriaco (n. 1671)

### Settembre
- 2 settembre - Philip Johan von Strahlenberg, militare, geografo e cartografo svedese (n. 1677)
- 3 settembre - Francesca Maria Apolline Biancolelli, attrice teatrale italiana (n. 1664)
- 7 settembre - Pietro Gregorio Ottoboni Boncompagni Ludovisi, nobile italiano (n. 1709)
- 9 settembre - Giovanni Soffietti, vescovo cattolico italiano (n. 1675)
- 15 settembre - Anton Erhard Martinelli, architetto austriaco (n. 1684)
- 28 settembre - Philipp Ludwig von Sinzendorf, cardinale austriaco (n. 1699)

### Ottobre
- 4 ottobre - Johann Carl Wendelin Anreiter von Zirnfeld, pittore austriaco (n. 1702)
- 4 ottobre - João da Motta e Silva, cardinale portoghese (n. 1685)
- 4 ottobre - Amaro Pargo, corsaro spagnolo (n. 1678)
- 7 ottobre - Giulia Lama, pittrice italiana (n. 1681)
- 10 ottobre - John Potter, arcivescovo anglicano e filologo inglese (n. 1674)
- 15 ottobre - Ludovico Mattioli, incisore italiano (n. 1662)
- 26 ottobre - Bernardino Ignazio Roero di Cortanze, francescano e arcivescovo cattolico italiano (n. 1686)

### Novembre
- 5 novembre - Johannes Schuyler, politico statunitense (n. 1668)
- 7 novembre - Giuseppe Melani, pittore italiano (n. 1673)
- 9 novembre - Philibert Orry, politico francese (n. 1689)
- 12 novembre - Cristina Luisa di Oettingen-Oettingen, duchessa (n. 1671)
- 17 novembre - Alain-René Lesage, romanziere e commediografo francese (n. 1668)
- 24 novembre - Antonio Celestino Cocchi, medico, botanico e scrittore italiano (n. 1685)
- 26 novembre - Francesco Maria II Pico della Mirandola, nobile italiano (n. 1688)
- 28 novembre - Carlo Leopoldo di Meclemburgo-Schwerin, nobile tedesco (n. 1678)

### Dicembre
- 11 dicembre - Edmund Curll, editore inglese
- 18 dicembre - Charles Bridges, pittore britannico (n. 1672)
- 23 dicembre - Joseph Dandridge, illustratore e naturalista inglese (n. 1665)
- 28 dicembre - Gundakar Ludwig von Althann, nobile, generale e diplomatico austriaco (n. 1665)

### Senza giorno specificato
- Neofito VI di Costantinopoli, arcivescovo ortodosso greco
- Giovanni Oronzo Azzariti, medico italiano
- Carlo Bergonzi, liutaio italiano (n. 1683)
- Giovanni Battista Canossa, incisore e intagliatore italiano (n. 1685)
- Jacobus Capitein, missionario e scrittore ghanese (n. 1717)
- Duncan Forbes, politico scozzese (n. 1685)
- Donato Massa, ceramista italiano (n. 1677)
- Antonio Paglia, pittore italiano (n. 1680)
- Camillo Filippo Pamphili, III principe di San Martino al Cimino e Valmontone, principe italiano (n. 1675)
- Santo Piatti, pittore italiano (n. 1687)
- Tomás Ripoll, religioso francese (n. 1652)
- Alvise Tagliapietra, scultore italiano (n. 1670)

## Calendario
| Calendario 1747 | Calendario 1747 | Calendario 1747 | Calendario 1747 | Calendario 1747 | Calendario 1747 | Calendario 1747 | Calendario 1747 | Calendario 1747 | Calendario 1747 | Calendario 1747 | Calendario 1747 | Calendario 1747 | Calendario 1747 | Calendario 1747 | Calendario 1747 | Calendario 1747 | Calendario 1747 | Calendario 1747 | Calendario 1747 | Calendario 1747 | Calendario 1747 | Calendario 1747 | Calendario 1747 | Calendario 1747 | Calendario 1747 | Calendario 1747 | Calendario 1747 | Calendario 1747 | Calendario 1747 | Calendario 1747 | Calendario 1747 | Calendario 1747 |
| --------------- | --------------- | --------------- | --------------- | --------------- | --------------- | --------------- | --------------- | --------------- | --------------- | --------------- | --------------- | --------------- | --------------- | --------------- | --------------- | --------------- | --------------- | --------------- | --------------- | --------------- | --------------- | --------------- | --------------- | --------------- | --------------- | --------------- | --------------- | --------------- | --------------- | --------------- | --------------- | --------------- |
|                 | 1               | 2               | 3               | 4               | 5               | 6               | 7               | 8               | 9               | 10              | 11              | 12              | 13              | 14              | 15              | 16              | 17              | 18              | 19              | 20              | 21              | 22              | 23              | 24              | 25              | 26              | 27              | 28              | 29              | 30              | 31              |                 |
| Gennaio         | Do              | Lu              | Ma              | Me              | Gi              | Ve              | Sa              | Do              | Lu              | Ma              | Me              | Gi              | Ve              | Sa              | Do              | Lu              | Ma              | Me              | Gi              | Ve              | Sa              | Do              | Lu              | Ma              | Me              | Gi              | Ve              | Sa              | Do              | Lu              | Ma              |                 |
| Febbraio        | Me              | Gi              | Ve              | Sa              | Do              | Lu              | Ma              | Me              | Gi              | Ve              | Sa              | Do              | Lu              | Ma              | Me              | Gi              | Ve              | Sa              | Do              | Lu              | Ma              | Me              | Gi              | Ve              | Sa              | Do              | Lu              | Ma              |                 |                 |                 |                 |
| Marzo           | Me              | Gi              | Ve              | Sa              | Do              | Lu              | Ma              | Me              | Gi              | Ve              | Sa              | Do              | Lu              | Ma              | Me              | Gi              | Ve              | Sa              | Do              | Lu              | Ma              | Me              | Gi              | Ve              | Sa              | Do              | Lu              | Ma              | Me              | Gi              | Ve              |                 |
| Aprile          | Sa              | Do              | Lu              | Ma              | Me              | Gi              | Ve              | Sa              | Do              | Lu              | Ma              | Me              | Gi              | Ve              | Sa              | Do              | Lu              | Ma              | Me              | Gi              | Ve              | Sa              | Do              | Lu              | Ma              | Me              | Gi              | Ve              | Sa              | Do              |                 |                 |
| Maggio          | Lu              | Ma              | Me              | Gi              | Ve              | Sa              | Do              | Lu              | Ma              | Me              | Gi              | Ve              | Sa              | Do              | Lu              | Ma              | Me              | Gi              | Ve              | Sa              | Do              | Lu              | Ma              | Me              | Gi              | Ve              | Sa              | Do              | Lu              | Ma              | Me              |                 |
| Giugno          | Gi              | Ve              | Sa              | Do              | Lu              | Ma              | Me              | Gi              | Ve              | Sa              | Do              | Lu              | Ma              | Me              | Gi              | Ve              | Sa              | Do              | Lu              | Ma              | Me              | Gi              | Ve              | Sa              | Do              | Lu              | Ma              | Me              | Gi              | Ve              |                 |                 |
| Luglio          | Sa              | Do              | Lu              | Ma              | Me              | Gi              | Ve              | Sa              | Do              | Lu              | Ma              | Me              | Gi              | Ve              | Sa              | Do              | Lu              | Ma              | Me              | Gi              | Ve              | Sa              | Do              | Lu              | Ma              | Me              | Gi              | Ve              | Sa              | Do              | Lu              |                 |
| Agosto          | Ma              | Me              | Gi              | Ve              | Sa              | Do              | Lu              | Ma              | Me              | Gi              | Ve              | Sa              | Do              | Lu              | Ma              | Me              | Gi              | Ve              | Sa              | Do              | Lu              | Ma              | Me              | Gi              | Ve              | Sa              | Do              | Lu              | Ma              | Me              | Gi              |                 |
| Settembre       | Ve              | Sa              | Do              | Lu              | Ma              | Me              | Gi              | Ve              | Sa              | Do              | Lu              | Ma              | Me              | Gi              | Ve              | Sa              | Do              | Lu              | Ma              | Me              | Gi              | Ve              | Sa              | Do              | Lu              | Ma              | Me              | Gi              | Ve              | Sa              |                 |                 |
| Ottobre         | Do              | Lu              | Ma              | Me              | Gi              | Ve              | Sa              | Do              | Lu              | Ma              | Me              | Gi              | Ve              | Sa              | Do              | Lu              | Ma              | Me              | Gi              | Ve              | Sa              | Do              | Lu              | Ma              | Me              | Gi              | Ve              | Sa              | Do              | Lu              | Ma              |                 |
| Novembre        | Me              | Gi              | Ve              | Sa              | Do              | Lu              | Ma              | Me              | Gi              | Ve              | Sa              | Do              | Lu              | Ma              | Me              | Gi              | Ve              | Sa              | Do              | Lu              | Ma              | Me              | Gi              | Ve              | Sa              | Do              | Lu              | Ma              | Me              | Gi              |                 |                 |
| Dicembre        | Ve              | Sa              | Do              | Lu              | Ma              | Me              | Gi              | Ve              | Sa              | Do              | Lu              | Ma              | Me              | Gi              | Ve              | Sa              | Do              | Lu              | Ma              | Me              | Gi              | Ve              | Sa              | Do              | Lu              | Ma              | Me              | Gi              | Ve              | Sa              | Do              |                 |